# 切梅什諾

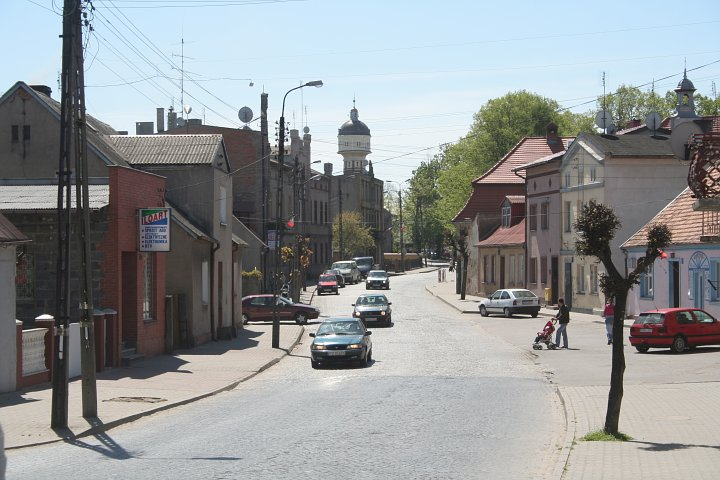

切梅什諾是波蘭的城鎮，位於該國中部，由大波蘭省負責管轄，始建於十世紀，面積5.46平方公里，2006年人口7,789。在第二次瓜分波蘭中，該鎮在1793年被納入普魯士王國管治範圍。

## 外部連結
- Serwis informacyjny gminy Trzemeszno （页面存档备份，存于） - official site of Trzemeszno commune （波兰語）
- trzemeszno.com - wirtualne miasto （页面存档备份，存于） （波兰語）

52°33′31″N 17°49′09″E / 52.55861°N 17.81917°E